# Marcillé-Robert
Marcillé-Robert is een gemeente het Franse departement Ille-et-Vilaine (regio Bretagne). De plaats maakt deel uit van het arrondissement Fougères-Vitré. Marcillé-Robert telde op 1 januari 2022 994 inwoners.

## Geografie
De oppervlakte van Marcillé-Robert bedroeg op 1 januari 2022 20,3 vierkante kilometer; de bevolkingsdichtheid was toen 49 inwoners per km².

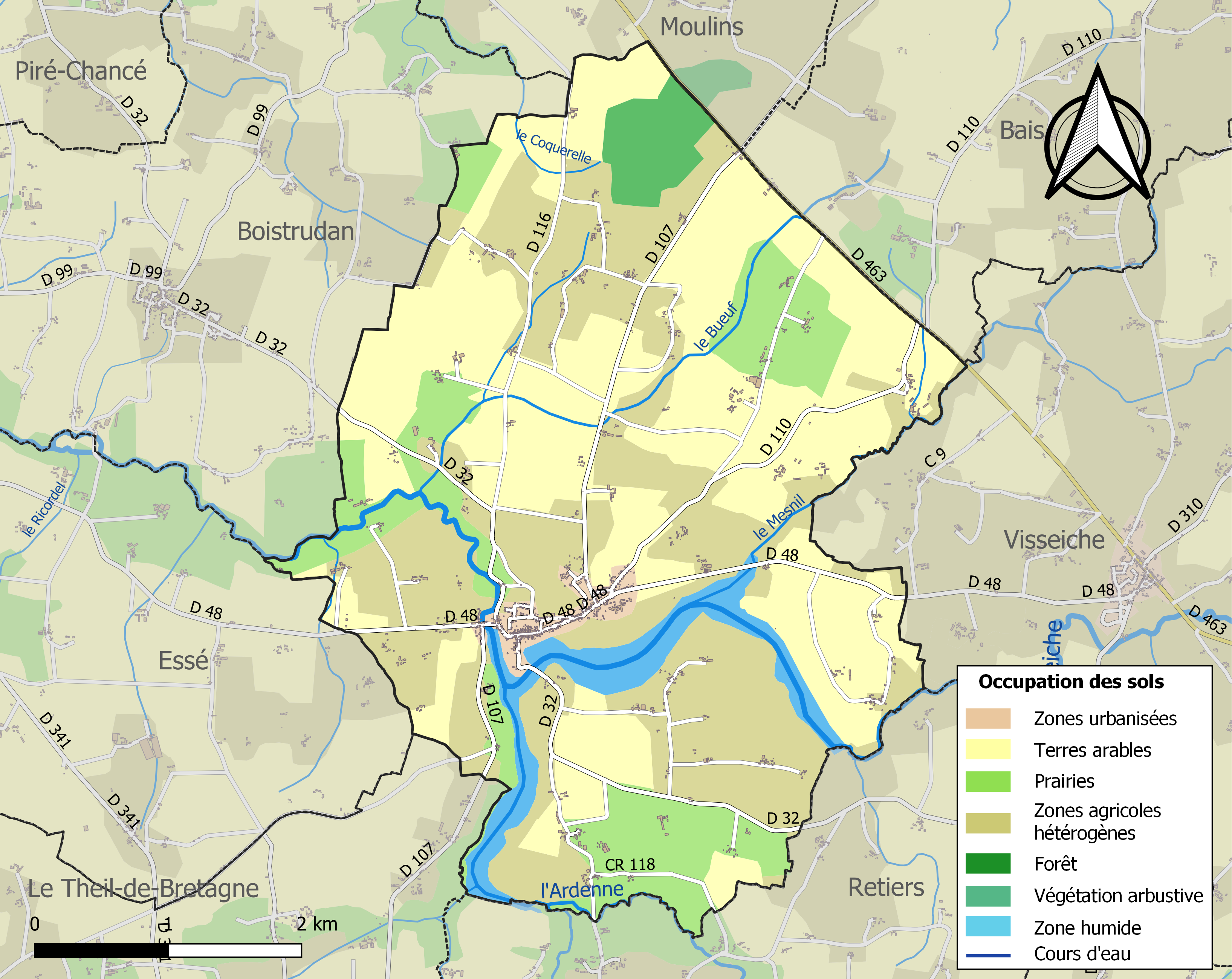
Kaart van de gemeente met belangrijkste infrastructuur, bodemgebruik en omliggende gemeenten

## Demografie
Onderstaande figuur toont het verloop van het inwonertal, bron: INSEE-tellingen. 